# Alain Henriet
Pour les articles homonymes, voir Henriet.
Alain Henriet, né le 15 février 1973 à Gosselies (province de Hainaut), est un dessinateur réaliste de bande dessinée belge francophone, connu pour sa série Dent d'ours.

## Biographie
Alain Henriet naît le 15 février 1973 à Gosselies.

### Carrière

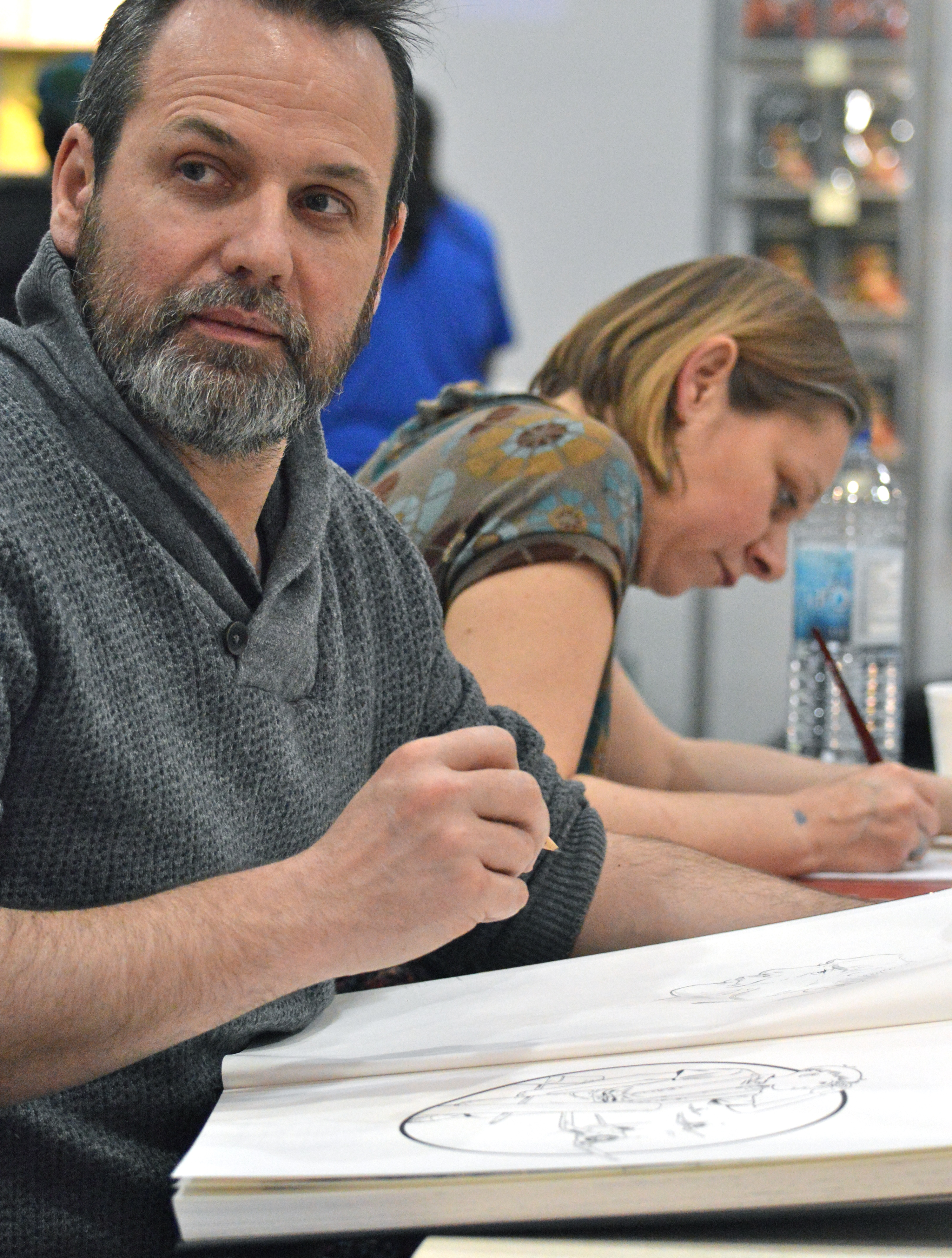
Alain Henriet avec sa femme, Usagi.

À ses 19 ans, Alain Henriet fréquente les cours du soir de Antonio Cossu, Philippe Foerster et Gérard Goffaux à Jemappes pendant trois ans. Il entre peu de temps après à l'Académie royale des beaux-arts de Liège. Il publie alors quelques aventures dans des fanzines, dont Brazil et L'Inédit. À cette époque, il fait la connaissance de Baloo, avec qui il dessine une histoire qui verra la première apparition du personnage de John Doe. Cette première version en noir et blanc porte le nom de Pizza à l'œil. Son premier album cartonné est Le Portail aux éditions Le Téméraire, le tome 2 de celui-ci sort quelques années plus tard chez l'éditeur Point Image.
En 2000, il signe John Doe ! dans la collection « Sang froid » aux éditions Delcourt avec le scénariste Baloo. La série comporte trois albums. Le même éditeur lui propose une nouvelle série : Golden Cup, comptant 6 albums étalés sur 12 ans.
Au début de Golden Cup, il fait la connaissance de Alcante, ce qui l'amène à réaliser un album de Pandora Box : le tome 6 L'envie. Durant cette même période, il fait une série de 4 albums chez Dupuis avec le scénariste Joël Callède : Damoclès. Puis Alain Henriet travaille sur Dent d'ours, une série ayant pour thème l'aviation et se déroulant durant la Seconde Guerre mondiale.
En 2020, il lance la série Black Squaw avec Yann au scénario, publiée aux éditions Dupuis. Elle met en scène une aviatrice métisse au temps de la prohibition. La série, qui compte 4 tomes, connaît une prépublication dans Spirou et s'achève en 2024.
En 2023, il contribue au Tintin numéro spécial 77 ans avec un hommage à Bob et Bobette. À l'occasion du quarantième anniversaire de la série XIII scénarisée par Jean Van Hamme, il rend hommage dans le 14e tome de XIII Mystery, la série dérivée,.
Il travaille également comme lettreur pour les éditions Dupuis,.

### Vie privée
Alain Henriet se marie le 13 mai 2000 avec Patricia Tilkin, coloriste utilisant le pseudonyme Usagi. Il demeure à Roux en 2024.

## Publications

### Publication dansLe Journal de Spirou
À l'issue d'un concours lancé par Thierry Tinlot pour Le Journal de Spirou, il publie un récit de deux pages dans le numéro 3 044.

### Ouvrages
- Hors série
  - Une pizza à l'œil, 1996, sur un scénario de Baloo, L'Inédit
  - Loup Garoup, 2005, aux éditions Khani

#### SérieLe Portail
- 1. Ouverture[14], Le Téméraire, Condé-sur-l'Escaut, mai 1999
Scénario : Olier - Dessin : Alain Henriet - Couleurs : Usagi -  (ISBN 2-84399-056-4)
- 2. Les Cicatrices du temps[15], Point Image, coll. « Monde cruel », Bruxelles, 2003
Scénario : Olier - Dessin : Alain Henriet, Mauricet - Couleurs : noir et blanc -  (ISBN 2-930110-93-7) — Tirage limité à 800 exemplaires.

#### SérieJohn Doe!
- Série John Doe !, sur un scénario de Baloo, aux éditions Guy Delcourt, coll. « Sang froid »[16]

1. Une pizza à l'œil[17], 2000  (ISBN 2-84055-507-7)
2. Quatre Saisons en enfer[18], 2001  (ISBN 2-84055-672-3)
3. London Pepperoni, 2002  (ISBN 2-84055-807-6)[19]

#### SérieGolden Cup
- 1. Daytona[20], Delcourt, coll. « Neopolis », Paris, septembre 2003
Scénario : Daniel Pecqueur - Dessin : Alain Henriet - Couleurs : Stéphane Rosa, Pierre Schelle -  (ISBN 2-84055-850-5) — éditions noir et blanc Khani, 2003.
- 2. 500 Mille Chevaux[21], Delcourt, coll. « Neopolis », Paris, novembre 2004
Scénario : Daniel Pecqueur - Dessin : Alain Henriet - Couleurs : Stéphane Rosa, Pierre Schelle -  (ISBN 2-84789-300-8),éditions noir et blanc Khani, 2004.
- 3. Des loups dans la spéciale[22], Delcourt, coll. « Neopolis », Paris, septembre 2006
Scénario : Daniel Pecqueur - Dessin : Alain Henriet - Couleurs : Pierre Schelle -  (ISBN 2-7560-0010-8)
- 4. La Fille de la toundra[23], Delcourt, coll. « Neopolis », Paris, 4 juin 2008
Scénario : Daniel Pecqueur - Dessin : Alain Henriet - Couleurs : Pierre Schelle -  (ISBN 978-2-7560-0963-6)
- 5. Le Baiser du dragon[24], Delcourt, coll. « Neopolis », Paris, 6 octobre 2010
Scénario : Daniel Pecqueur - Dessin : Alain Henriet - Couleurs : Usagi -  (ISBN 978-2-7560-1057-1)
- 6. Le Truck infernal, Delcourt, coll. « Neopolis », Paris, 18 février 2015
Scénario : Daniel Pecqueur - Dessin : Alain Henriet - Couleurs : Usagi -  (ISBN 978-2-7560-3101-9)
- Int. 1. L'intégrale Tomes 1 à 3, Delcourt, coll. « Long Métrage », Paris, 5 octobre 2016
Scénario : Daniel Pecqueur - Dessin : Alain Henriet - Couleurs : Stéphane Rosa, Pierre Schelle -  (ISBN 978-2-7560-8211-0)
- Int. 2. L'intégrale Tomes 4 à 6, Delcourt, coll. « Long Métrage », Paris, 22 novembre 2017
Scénario : Daniel Pecqueur - Dessin : Alain Henriet - Couleurs : Pierre Schelle, Usagi -  (ISBN 978-2-7560-9887-6)

#### SériePandora Box
- 6. L’Envie[25],[26], Dupuis, coll. « Empreinte(s) », Marcinelle, octobre 2005
Scénario : Didier Alcante - Dessin : Alain Henriet - Couleurs : Usagi -  (ISBN 2-8001-3746-0)

#### SérieDamoclès
- 1. Protection rapprochée[27], Dupuis, coll. « Repérages », Marcinelle, mars 2008
Scénario : Callède - Dessin : Alain Henriet - Couleurs : Usagi -  (ISBN 9782800140605)
- 2. La Rançon impossible, Dupuis, coll. « Repérages », Marcinelle, mars 2009
Scénario : Callède - Dessin : Alain Henriet - Couleurs : Usagi -  (ISBN 9782800143705)
- 3. Perfect Child[28], Dupuis, Marcinelle, février 2011
Scénario : Callède - Dessin : Alain Henriet - Couleurs : Usagi -  (ISBN 9782800147253)
- 4. Eros et Thanatos, Dupuis, Marcinelle, 28 octobre 2011
Scénario : Callède - Dessin : Alain Henriet - Couleurs : Usagi -  (ISBN 9782800150734)
- Int. Intégrale[29], Dupuis, Marcinelle, 26 mai 2017
Scénario : Joël Callède - Dessin : Alain Henriet - Couleurs : Usagi -  (ISBN 978-2-8001-7282-8)

Série Dent d'ours
- 1. Max[30],[31], Dupuis, Marcinelle, 3 mai 2013
Scénario : Yann - Dessin : Alain Henriet - Couleurs : Usagi -  (ISBN 978-2-8001-5722-1)
- 2. Hanna[32],[33], Dupuis, Marcinelle, 2 mai 2014
Scénario : Yann - Dessin : Alain Henriet - Couleurs : Usagi -  (ISBN 978-2-8001-6007-8)
- 3. Werner[34], Dupuis, Marcinelle, 7 mai 2015
Scénario : Yann - Dessin : Alain Henriet - Couleurs : Usagi -  (ISBN 978-2-8001-6290-4)
- 4. Amerika bomber[35], Dupuis, Marcinelle, 20 mai 2016
Scénario : Yann - Dessin : Alain Henriet - Couleurs : Usagi -  (ISBN 978-2-8001-6699-5)
- 5. Eva[36], Dupuis, Marcinelle, 26 mai 2017
Scénario : Yann - Dessin : Alain Henriet - Couleurs : Usagi -  (ISBN 978-2-8001-7031-2)
- 6. Silbervogel[37], Dupuis, Marcinelle, 28 septembre 2018
Scénario : Yann - Dessin : Alain Henriet - Couleurs : Usagi -  (ISBN 978-2-8001-7411-2)
- Int. 1. Cycle 1[38], Dupuis, Marcinelle, 10 novembre 2016
Scénario : Yann - Dessin : Alain Henriet - Couleurs : Usagi -  (ISBN 978-2-8001-6737-4) — réunit les trois premiers volets.
- Int. 2. Cycle 2, Dupuis, Marcinelle, 8 novembre 2019
Scénario : Yann - Dessin : Alain Henriet - Couleurs : Usagi -  (ISBN 979-10-34745-53-1) — réunit les trois derniers volets.
- Khani éditions proposent deux versions intégrales, une par cycle, dans un grand format (310 × 410 mm) avec un dos toilé, des couvertures, des intercalaires inédits ainsi que des ex-libris en couleurs et en tirage limité :
- Int. 1. Dent d'ours, Khani, Saive, juin 2015
Scénario : Yann - Dessin : Alain Henriet - Couleurs : noir et blanc -  (ISBN 978-2-87571-020-8) — réunit les trois premiers volets.
- Int. 2. Dent d'ours, Khani, Saive, septembre 2018
Scénario : Yann - Dessin : Alain Henriet - Couleurs : noir et blanc -  (ISBN 978-2-87571-039-0) — réunit les trois derniers volets.

#### Black squaw
- 1. Night Hawk[5],[6],[39], Dupuis, Marcinelle, 12 juin 2020
Scénario : Yann - Dessin : Alain Henriet - Couleurs : Usagi -  (ISBN 978-2-8001-7460-0)
- 2. Scarface[40],[41], Dupuis, Marcinelle, 14 mai 2021
Scénario : Yann - Dessin : Alain Henriet - Couleurs : Usagi -  (ISBN 979-10-34754-11-3)
- 3. Le Crotoy[42], Dupuis, Marcinelle, 17 juin 2022
Scénario : Yann - Dessin : Alain Henriet - Couleurs : Usagi -  (ISBN 979-10-34761-16-6)
- 4. Secret six[43],[44],[45], Dupuis, Marcinelle, 26 janvier 2024
Scénario : Yann - Dessin : Alain Henriet - Couleurs : Usagi -  (ISBN 979-10-34765-34-8)

### Collectifs
- Numéro spécial 77 ans - L'hommage des auteurs et autrices d'aujourd'hui aux personnages mythiques du journal Tintin, Éditions Moulinsart-Le Lombard, Bruxelles, 8 septembre 2023
Scénario : collectif - Dessin : collectif dont Alain Henriet - Couleurs : quadrichromie -  (ISBN 2-85815-201-2)

#### XIII Mystery
- 14. Traquenards et sentiments[9],[10], Dargaud Benelux, Bruxelles, 19 janvier 2024
Scénario : Jean Van Hamme - Dessin : collectif dont Alain Henriet - Couleurs : quadrichromie -  (ISBN 978-2-505-12410-8)

### Para-BD
À l'occasion, Alain Henriet réalise des affiches de festivals de bande dessinée, portfolios, ex-libris, posters, cartes ou cartons.

## Prix et récompenses
- 1999 :  prix jeunesse[47] aux 9e rencontres de bandes dessinées de Marly pour Le Portail.

#### Livres
- Jacques Fiérain, « Henriet, Alain », dans La BD dans les provinces de Liège, Namur et Luxembourg, Charleroi, Éd. l'Âge d'or, 2004, 112 p., ill. ; 31 cm (ISBN 9782960019698, OCLC 470388297, présentation en ligne), p. 51.
- Henri Filippini, « Henriet Alain », dans Dictionnaire de la bande dessinée, Paris, Bordas, 2005, 912 p., ill. ; 27 cm (ISBN 9782047299708 et 2047299705, OCLC 1009545288, présentation en ligne), p. 783.
- Philippe Mellot, Michel Denni, Laurent Turpin et Isabelle Morzadec, « Henriet (A.) », dans Trésors de la bande dessinée BDM 2021-2022 - Catalogue encyclopédique et Argus, Paris, Les Arènes, novembre 2020, 22e éd., ill. ; 23 cm (ISBN 9791037502582, présentation en ligne), p. 308, 327, 485, 600, 669, 899.

#### Périodiques
- Yann et Alain Henriet (interviewés par Sophie Bogrow), « Case à case : Yann à tire-d'aile - Entretien avec Yann et Alain Henriet », Casemate, no 58,‎ avril 2013 (ISSN 1964-504X).
- Paul Satis, « Bienvenue dans mon atelier : Alain Henriet », Spirou, Dupuis, no 4219,‎ 20 février 2019 (ISSN 0771-8071) ;
- Paul Satis, « Bienvenue dans ma bibliothèque : Alain Henriet », Spirou, Dupuis, no 4376,‎ 23 février 2022 (ISSN 0771-8071).
- Paul Satis, « Les BD de ma vie : Alain Henriet », Spirou, Dupuis, no 4488,‎ 17 avril 2024, p. 15 (ISSN 0771-8071).

#### Articles
- Alain Henriet (interviewé par Mathieu Van Overstraeten, chroniqueur BD sur La Une), « Interview : Alain Henriet : « Il y aura une suite à Dent d'ours » », AGE-BD,‎ 15 août 2021 (lire en ligne, consulté le 26 décembre 2024).
- Alain Henriet (interviewé par Aub), « Interview - Alain Henriet », Sceneario.com,‎ octobre 2005 (lire en ligne, consulté le 19 avril 2023).
- Alain Henriet (interviewé par Bruce Rennes), « Interview d’Alain Henriet, à l’occasion de la sortie du T4 de Black Squaw », Les Amis de la BD,‎ 22 mars 2024 (lire en ligne, consulté le 24 juin 2024).
- Alain Henriet (interviewé par Charles-Louis Detournay), « Interviews : Alain Henriet termine la série « Black Squaw » en apothéose », ActuaBD,‎ 29 juin 2024 (lire en ligne, consulté le 30 juin 2024).

### Émissions de télévision
- Rencontre avec Alain Henriet le dessinateur de Dent d'ours sur Qu4tre Liège Média, présentation : Françoise Bonivert (2 min 29 s), 10 décembre 2018.

### Vidéographie
- [vidéo] « "Derrière le masque ... Alain Henriet" », sur YouTube